# 张百良 (政治人物)
张百良（1960年10月—），男，汉族，中华人民共和国政治人物，现任中华全国台湾同胞联谊会副会长，第十三届全国政协委员。